# Gagadon minimonstrum
Gagadon minimonstrum ('dent de Gaga minimonstre') és una espècie extinta d'artiodàctils que visqueren a Nord-amèrica durant l'Eocè inferior. Fou descrit el 2014 a partir de fragments de dents i maxil·lar inferiors trobats a la formació de Wasatch, a Bitter Creek (Wyoming). El seu nom genèric és en honor de la cantant Lady Gaga, mentre que el seu nom específic, minimonstrum ('minimonstre') es refereix a la seva mida petita i la presència de cúspides inusuals a les dents, així com al fet que la cantant anomena els seus fans «petits monstres».